# Moldaufietsroute

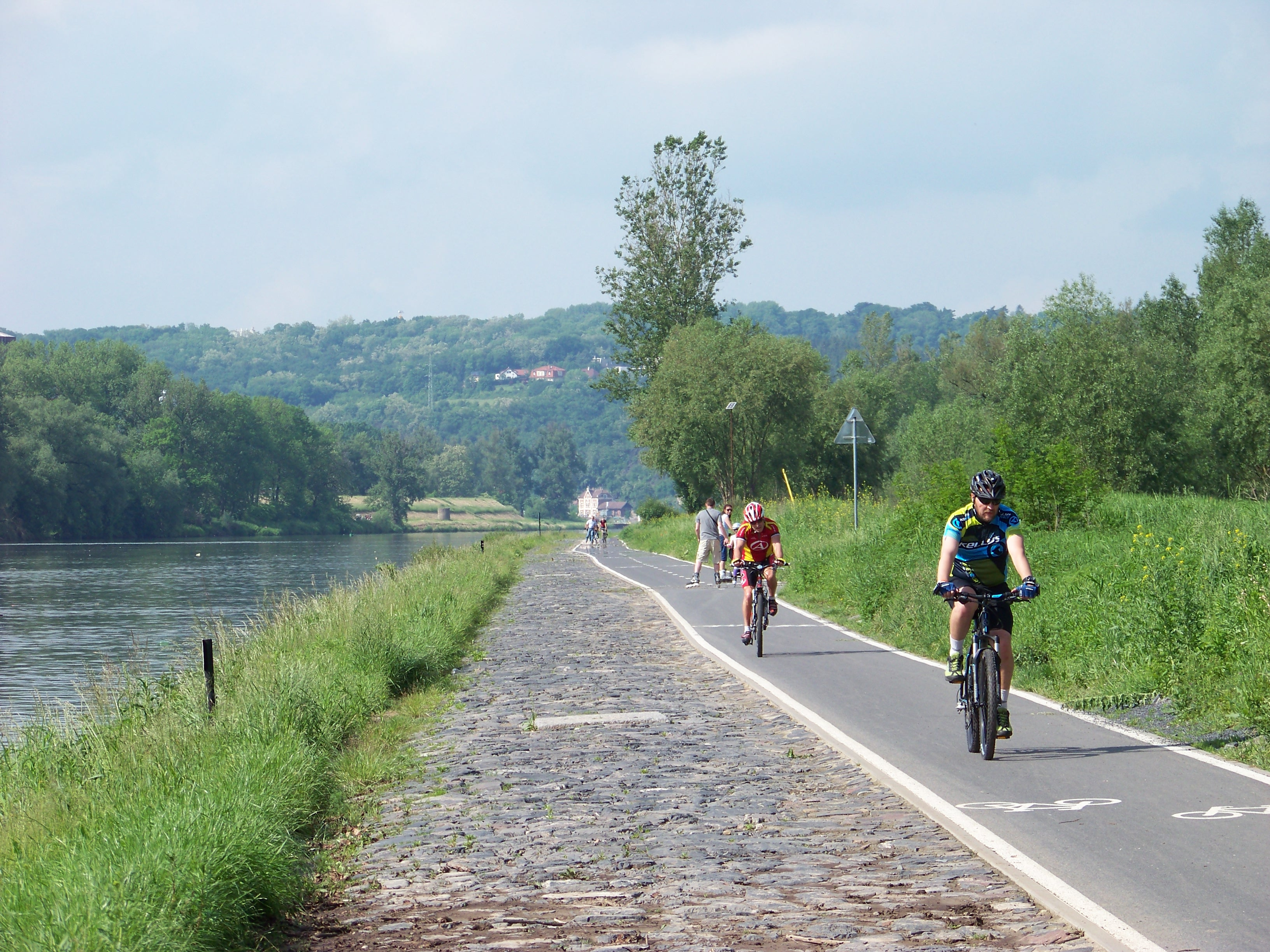

De Moldaufietsroute of Vltavská cyklostezka of Vltavská cyklistická cesta is een langeafstandsfietsroute in Tsjechië. De 430 kilometer lange bewegwijzerde fietsroute loopt langs de Moldau. De route loopt langs Český Krumlov, České Budějovice, Týn nad Vltavou, Orlík, Štěchovice, Mělník.